# Quistis Trepe
Quistis Trepe (キスティス・トゥリープ?, Kisutisu Turīpu) è un personaggio del videogioco Final Fantasy VIII prodotto dalla Squaresoft (ora Square Enix) nel 1999.
Quistis è una giovane professoressa del garden di Balamb che, fin dall'inizio, suggerirà a Squall come comportarsi in battaglia e a come sfruttare al meglio i Guardian Force.
È la professoressa più bella della scuola, diventata famosa per la giovane età, e nella stessa è stato creato un fan club (il Trepe fan club) formato da molti ragazzi innamorati di lei e da parecchie ragazze che la stimano ad oltranza; tuttavia Quistis ha una cotta segreta per Squall che, difatti, è molto invidiato dai membri del club: per seguirlo nella sua avventura, sceglierà di lasciare il suo ruolo di professoressa.
Anche lei è cresciuta nell'orfanotrofio della "Madre" cioè della strega Edea insieme a tutti gli altri protagonisti. La sua arma abituale è la frusta ed è capace di imparare le tecniche dei mostri, dette "Magie blu".

## Scheda
- Nome: Quistis Trepe
- Altezza: 1,73 metri
- Età: 18 anni
- Data di nascita: 4 ottobre
- Gruppo sanguigno: A
- Arma: Frusta
- Tecnica Speciale: Magie blu

## Magia Blu
Quistis è in grado di apprendere le tecniche dei nemici utilizzando oggetti che essi lasciano cadere per terra a fine battaglia.
Le tecniche che può apprendere sono:
- Alito Fetido: tecnica che Quistis apprende utilizzando un'"Antenna-Molboro" (ottenibile dall'omonimo mostro) e che premette di infliggere alterazioni di Status ai nemici.
- Bianco vento: grazie a questa tecnica è possibile ripristinare l'assetto di guerra dell'intera squadra. Si apprende tramite l'oggetto "Polvere di vento".
- Biomitragliatore: magia che Quistis apprende dopo aver acquisito l'oggetto "Mitra" e con la quale è possibile recare danni fisici al nemico.
- Disintegrazione: utilissima tecnica che Quistis apprende dopo aver acquisito l'oggetto "Buco nero". Con essa è possibile eliminare definitivamente il proprio avversario. Non funziona contro boss.
- Elettroshock: tecnica apprendibile rubando l'oggetto "Scheggia di corallo" dai Creeps. Infligge al nemico danni elementali di tipo tuono.
- Livello Ade ?: Quistis apprende tale tecnica, con la quale talvolta è possibile riprodurre la magia Ade, dopo aver acquisito l'oggetto "Artiglio Malefico".
- Liquido Letale: tecnica che Quistis apprende dopo aver acquisito l'oggetto "Fluido Misterioso" e che provoca al nemico alterazioni di status.
- Micromissili: Quistis può apprendere tale tecnica utilizzando l'oggetto "Missile". Con essa è possibile attaccare un nemico dimezzando di volta in volta il suo HP.
- Multilaser: abilità che Quistis apprende dopo aver acquisito l'oggetto "Cannone Laser" e con la quale è possibile riprodurre la magia Antima.
- Multidifesa: si tratta di una delle abilità più utili da far apprendere a Quistis. Si ottiene acquisendo l'oggetto "Sistema Zeta"; protegge la squadra con magie come Aura, Rigene, Haste, Levita, Shell e Protect.
- Onde soniche: infligge danni e status Confusione tutti gli avversari ed è apprendibile dopo aver acquisito o rubato l'oggetto "Ragnatela".
- Onda cosmica: è la tecnica più rara da far apprendere a Quistis in quanto l'oggetto attraverso il quale è possibile acquisire tale tecnica ("Dagmata") si può ottenere solo elaborando 100 unità di Artigli Malefici ma solo se Siren è al livello 100.
- Respiro Infuocato: tecnica che Quistis apprende dopo aver ottenuto ed utilizzato l'oggetto "Zanna di drago". Con essa è possibile attaccare tutti i nemici recando loro danni elementali di tipo fuoco.
- Respiro Marino: tecnica che Quistis può acquisire tramite l'oggetto "Idrocristallo". Reca danni elementali di tipo acqua a tutti i nemici.
- Sguardo Laser: tecnica che Quistis possiede sin dall'inizio e con la quale è possibile attaccare un solo nemico.
- Termocaos: tecnica speciale un po' rara da apprendere, in quanto l'oggetto attraverso il quale è possibile acquisirla ("Generatore") si ruba difficilmente ai Blizt. Infligge danni a tutti i nemici.